# Bombus filchnerae
Bombus filchnerae (saknar svenskt namn) är en insekt i överfamiljen bin (Apoidea) och släktet humlor (Bombus) som lever i Centralasien.

## Beskrivning
Pälsen på huvudet är svart med ett mindre antal iblandade gula hår, mellankroppen är gul med ett svart band mellan vingfästena och ner på sidorna, bakkroppen är gul utom bakkroppsspetsen, som är svart. Vingarna är ljusbruna, och tungan medellång. Det finns ingen nämnvärd skillnad mellan de tre kasterna (drottning, arbetare och hanar) utom storleken: Drottningen blir mellan 15 och 16 mm lång, arbetarna mellan 11 och 15 mm och hanarna mellan 10 och 15 mm. Det är alltså en tämligen liten art.

## Ekologi
Humlan besöker blommor från ett flertal familjer: Korgblommiga växter som tistlar och fjällskäror, ranunkelväxter som stormhattar och riddarsporrar,  gentianaväxter samt ärtväxter som klovedlar. Den är en bergsart som är vanlig på höjder mellan 3 400 och 3 900 m. Flygperioden varar från juni till början av september.

## Utbredning
Arten finns i två skilda utbredningsområden; Dels östra delen av den tibetanska högplatån (östra Tibet, de kinesiska provinserna Qinghai, Gansu och Sichuan), dels norra Kina (regionen Inre Mongoliet och provinsen Shanxi).